# Chad Biafore
Chad Michael Biafore (* 28. Mai 1968 in Calgary, Alberta) ist ein ehemaliger italo-kanadischer Eishockeyspieler, der drei Spielzeiten für die Eisbären Berlin in der Deutschen Eishockey Liga aktiv war.

## Karriere
Biafore begann seine Karriere 1986 bei den Vernon Lakers, ehe er im Sommer 1988 in die kanadische Juniorenliga Western Hockey League zu den Portland Winter Hawks wechselte. Es folgten weitere Engagements bei den Louisville Icehawks aus der East Coast Hockey League und den Springfield Indians aus der American Hockey League. Zur Saison 1993/94 forcierte er einen Wechsel nach Europa und unterschrieb einen Vertrag beim AS Varese Hockey aus der Italienischen Serie A. Nachdem Biafore dort überzeugen konnte, schloss er sich drei Jahre später den Eisbären Berlin aus der Deutschen Eishockey Liga an. Mit den Eisbären erreichte er 1999 den dritten Platz bei der European Hockey League. Anschließend schloss er sich der Düsseldorfer EG an, mit der er aus der 2. Bundesliga in die DEL aufstieg. Nach einer Saison verließ er die DEG wieder und beendete seine Karriere nach der Saison 2000/01 in Italien bei Asiago Hockey, mit dem er auf Anhieb Italienischer Meister wurde.

### International
Für Italien nahm Biafore an den A-Weltmeisterschaften 1997, 1998 und 1999 sowie den Olympischen Winterspielen 1998 teil. Insgesamt bestritt der Verteidiger 17 WM-Spiele, in denen er punktlos blieb und 16 Minuten auf der Strafbank verbrachte. Bei den Olympischen Winterspielen 1998 verbuchte Biafore eine Torvorlage in vier Partien und saß sechs Minuten auf der Bank.

## Erfolge und Auszeichnungen
- 1999 Dritter Platz bei der European Hockey League mit den Eisbären Berlin
- 2000 Meister der 2. Bundesliga mit der Düsseldorfer EG
- 2001 Italienischer Meister mit Asiago Hockey